# Свинцицкий, Иван Вячеславович
Иван Вячеславович Свинцицкий (род. 5 мая 1970, Житомир) — советский и российский хоккеист, нападающий. Мастер спорта России международного класса.

## Биография
Родился в Житомире. Воспитанник ангарского хоккея. Начинал играть в киевском «Соколе» и его фарм-клубе ШВСМ (1986/87 — 1987/88, 1989/90 — 1991/92). Армейскую службу проходил в 1988 году в СКА МВО Калинин. В 1992 году был приглашён в тольяттинскую «Ладу» Геннадем Цыгуровым, под руководством которого играл в юношеской сборной СССР. В клубе провёл 8 сезонов в тройке нападения Емелин — Свинцицкий — Метлюк. В 1999 году отдавался в аренду в ЦСК ВВС и СКА Ленинград. В сезонах 2000/01 — 2002/03 играл в клубе немецкого второго дивизиона «Вайсвассер» / «Лаузитцер Фюксе», после чего завершил карьеру из-за травм.

## Достижения
- Бронзовый призёр чемпионата Европы среди юношей до 18 лет (1988)
- Чемпион МХЛ, обладатель Кубка МХЛ (1994)
- Чемпион России (1994, 1996)
- Серебряный призёр чемпионата России и Кубка МХЛ (1993, 1995)
- Победитель турнира на приз газеты «Известия» (1995)
- Серебряный призёр Кубка Шпенглера (1995)
- Обладатель Кубка Европы (1996/97)
- Серебряный призёр Кубка Европы (1994/1995)
- Серебряный призёр Суперкубка Европы 1997